# Картер, Гертруда
Гертруда Картер (англ. Gertrude Carter, полное имя Gertrude Codman Parker, также известная как Lady Gilbert-Carter; 1875—1853) — американская художница и ландшафтный дизайнер.
После замужества в 1903 году она стала гражданкой Великобритании и женой губернатора Багамских островов. Занимаясь живописью, стала более известной благодаря дизайну садов и домов.

## Биография
Родилась 6 февраля 1875 года в Бостоне и была единственным ребёнком в семье Фрэнсиса Воуза Паркера и его жены Мэри Кодман. По отцовской линии она происходила от Авраама Паркера, который поселился в Америке в 1644 году, и Ричарда Рассела — казначея колонии Массачусетского залива. Её отец был президентом компании Flint and Pere Marquette Railroad и известным финансистом. Её мать была из семьи Кодман, которая поселилась в районе Дорчестер в Бостоне, в числе родственников которой был Джон Кодман — известный художник.
Гертруда росла в семье, которая долгое время поддерживала развитие искусства и получила образование в частных школах. Она дебютировала в обществе Бостона в 1893—1894 годах, затем поступила в школу Бостонского музея изящных искусств в 1895 году, где училась под руководством Филиппа Хейла. Под влиянием движения Искусства и ремёсла, изучала гравюру по дереву и в 1900 году получила заказ на подготовку обложки к книге «The History and Development of the American Cabinet Organ». В следующем году она пожелала учиться в Италии на Вилле Медичи. Но, поскольку женщинам не разрешалось посещать курсы на Вилле Медичи, вероятно, что она училась в Ecole de Nu, неофициально занимаясь с теми, кому было разрешено посещать Виллу Медичи. В 1902 году Гертруда вернулась в Бостон.
Зимой 1902 года, находясь во время отпуска с родителями в Нассау, она познакомилась с одним из бостонских знакомых отца — сэром Гилбертом Томасом Картером, который был губернатором Багамских островов. После бурного ухаживания 28-летняя Гертруда Паркер вышла замуж за вдовствующего пятидесятипятилетнего губернатора — свадьба состоялась 25 августа 1903 года на церемонии, проведенной в бостонской церкви Church of the Advent. По законам США того времени, выйдя замуж за Гилберта Картера, она утратила американское гражданство и приобрела гражданство мужа.
Сразу после двухмесячного медового месяца пара вернулась в Нассау. В 1904 году сэр Гилберт Картер был назначен губернатором и главнокомандующим острова Барбадос и его зависимых территорий, а Гертруда Картер стала первой леди. В это время началась подготовка к празднованию 300-летия присоединения Барбадоса Британской империей и 100-летия Трафальгарского сражения. Гертруда представила на конкурс два дизайна почтовых марок, посвящённых этим событиям. Одна из них, посвящённая 300-летию присоединения Барбадоса, была выпущен в 1905 году.
В том же году Гертруда Картер представила проект сада Королевы в Бриджтауне, который были принят, и работы по его оформлению были завершены в 1909 году. Она также спроектировала сады для лазарета и приюта для прокаженных, а также для Empire Theatre и губернаторской резиденции Иларо Корт. Черпая вдохновение в окружающей тропической обстановке, Картер создавала рисунки гуашью и акварелью в стиле импрессионизма.
Заинтересованная в улучшении жизни женщин острова, Гертруда Картер была одной из основательниц Ассоциации самопомощи женщин. Она также была покровительницей группы Civic Circle, нацеленной на благоустройство общества. В 1910 году Гилберт Картер вышел на пенсию, Гертруда сложила с себя обязанности первой леди и в следующем году в Бостоне родила сына — Джона Кодмана Картера (John Codman Carter). Это событие вдохновило её на написание книги «A Tropical Alphabet», где были размещены иллюстрации вещей, обычно встречающихся в тропиках. Картер объяснила в предисловии, что книга была написана для английских детей, живущих в Вест-Индии, потому что до этого в большинстве иллюстрированных книг с алфавитом использовались изображения таких вещей, как яблоки или лисы, которые были чужды жителям этого региона. Вместо этого она представила в своей книге грейпфрут и другие тропические растения.
Между 1915 и 1920 годами семья жила в Торки, часто возвращаясь на Барбадос, также совершая поездки по Европе и навещая друзей и родственников в Бостоне и Нью-Йорке. Все это время Гертруда вела дневники. В 1919 году её муж официально изменил фамилию семьи на Гилберт-Картер, и в следующем году они вернулись, чтобы жить на Барбадосе. В 1924 году Гертруда спроектировал выставочный зал Барбадоса для Британская имперская выставка.
Гертруда Картер пожертвовала некоторые из своих работ и другие памятные вещи Барбадосскому музею и историческому обществу в 1952 году.
Умерла 12 ноября 1953 года в Бостоне. Была похоронена рядом со своим мужем в соборе Святого Михаила и всех ангелов в Бриджтауне, Барбадос.
Её дневники с 1915 по 1920 год хранятся в архивах Массачусетского исторического общества и в 2017 году были опубликованы в блоге общества The Beehive.